# Ghazwan al-Zawbaï
Ghazwan al-Zawbaï (en arabe : غزوان الزوبعي), dit Abu Obeida Bagdad (en arabe : أبو عبيدة بغداد), né en 1992 à Bagdad (Irak) et mort le 27 ou le 28 août 2023, est un terroriste irakien, « cerveau » de l'attentat du 3 juillet 2016 à Bagdad (324 morts et 250 blessés) pour lequel il a été condamné à mort et exécuté,. 

## Arrestation
Le 18 octobre 2021, le Premier ministre irakien Moustafa al-Kazimi annonce son arrestation dans les termes suivants : « plus de cinq ans après l'attentat de Karrada qui a ensanglanté le cœur des Irakiens, nos forces courageuses ont réussi, après une complexe opération de renseignement hors d'Irak, à capturer le terroriste Ghazwan al-Zawbaï, surnommé (Abu Obeida Bagdad), responsable de ce crime et d'autres crimes. »,,. Bien que le pays de l'arrestation ne soit pas mentionné, l'expert en sécurité Ahmed al-Sharifi estime qu'il s'agit de la Syrie ou de la Turquie.  Une semaine auparavant, l'ancien bras droit d'Abou Bakr al-Baghdadi et « ministre des Finances » de Daech, Sami Jasim al-Jabouri (ar), venait d'être appréhendé par le service irakien de contre-terrorisme en Turquie,,. L'expert en sécurité Adnan al-Kinani affirme que ces deux interpellations sont « le résultat de la coopération en matière de renseignement entre l'Irak et la Turquie ». 